# Rabah Ameur-Zaïmeche
Rabah Ameur-Zaïmeche (arabisch رابح عامر زعيمش; * 25. Juni 1966 in Beni Zid) ist ein französischer Drehbuchautor und Filmregisseur algerischer Abstammung.

## Leben
Rabah Ameur-Zaïmeche wurde 1966 in der algerischen Stadt Beni Zid in der Provinz Skikda im Nordosten des Landes geboren. Als Kleinkind kam er 1968 nach Frankreich und wuchs in dem Wohnprojekt „Bosquet“ in Montfermeil am Stadtrand von Paris auf. Nach seinem Bachelor-Abschluss in Urban Anthropology an der Universität Paris V gründete er im Jahr 1999 Sarrazink Productions.
Ameur-Zaïmeches Debütfilm Wesh wesh, was geht hier ab? (Originaltitel Wesh wesh – qu’est-ce qui se passe?) feierte im November 2001 beim Entrevues Film Festival seine Premiere und wurde im Februar 2002 bei den Internationalen Filmfestspielen in Berlin gezeigt. In dem Film spielt der Regisseur selbst den frisch nach Frankreich zurückgekehrten Algerier Kamel, der wegen Drogenhandels verhaftet wurde und fünf Jahre im Gefängnis verbrachte, in seinem Ghetto jedoch ist nichts mehr so, wie es vor seiner Abschiebung war. Für Wesh wesh, was geht hier ab? wurde er mit dem Louis-Delluc-Preis und dem Wolfgang-Staudte-Preis ausgezeichnet. In seinem Film Aufstand (Originaltitel Adhen) spielt der Regisseur Mao, der auf dem Hof eines Palettenwerkes eine Moschee errichten lässt.
In Les chants de Mandrin von 2011 lässt er nach der Hinrichtung von Louis Mandrin, einem Räuberhauptmann zur Zeit des Ancien Régime, im Jahr 1755, seine Kameraden den Schmuggel in den französischen Provinzen und die Organisation von Schwarzmärkten für den Verkauf von Tabak, Stoffen und kostbaren Gütern beginnen. Sein Film Der Fall Judas von 2015 spielt im römisch besetzten Judäa. Dort weigert sich Jesus, seine Worte und Taten aufschreiben zu lassen, aus Angst, sie könnten zum Dogma werden. Sein Politthriller Im Visier des Terrors (Originaltitel Terminal Sud) spielt in einem namenlosen Staat dessen Einwohner sich in einer Spirale aus Armut und Gewalt befinden. Ein Arzt wird ungewollt in den gewaltsamen Kampf zwischen Regime und den bewaffneten Aufständischen gezogen.
Sein Filmdrama Le Gang des Bois du Temple wurde im Oktober 2022 beim Festival International du Film Indépendant de Bordeaux vorgestellt und hatte am 19. Februar 2023 bei den Filmfestspielen in Berlin seine internationale Premiere. In dem Film lebt ein pensionierter Soldat im Wohnprojekt Temple Woods, der gerade seine Mutter begraben hat. Sein Nachbar Bébé plant unterdessen einen bewaffneten Raubüberfall auf den Wagen eines saudischen Prinzen, der die Stadt besucht.

## Filmografie
- 2001: Wesh wesh, was geht hier ab? (Wesh wesh, qu'est-ce qui se passe?, Regie und Drehbuch)
- 2006: Bled Number One (Regie und Drehbuch)
- 2008: Aufstand (Adhen, Regie und Drehbuch)
- 2011: Les chants de Mandrin (Regie und Drehbuch)
- 2015: Der Fall Judas (Histoire de Judas, Regie und Drehbuch)
- 2019: Im Visier des Terrors (Terminal Sud, Regie und Drehbuch)
- 2022: Le Gang des Bois du Temple (Regie und Drehbuch)

## Auszeichnungen
Europäischer Filmpreis
- 2002: Nominierung als Bester Nachwuchsfilm (Wesh wesh, was geht hier ab?)

Internationale Filmfestspiele Berlin
- 2002. Auszeichnung mit dem Wolfgang-Staudte-Preis (Wesh wesh, was geht hier ab?)
- 2015: Auszeichnung mit dem Preis der Ökumenischen Jury (Der Fall Judas)
- 2023: Nominierung für den Caligari Filmpreis (Le Gang des Bois du Temple)

Louis-Delluc-Preis
- 2002: Auszeichnung als Bester Debütfilm (Wesh wesh, was geht hier ab?)